# Piazza Ludovico Antonio Muratori

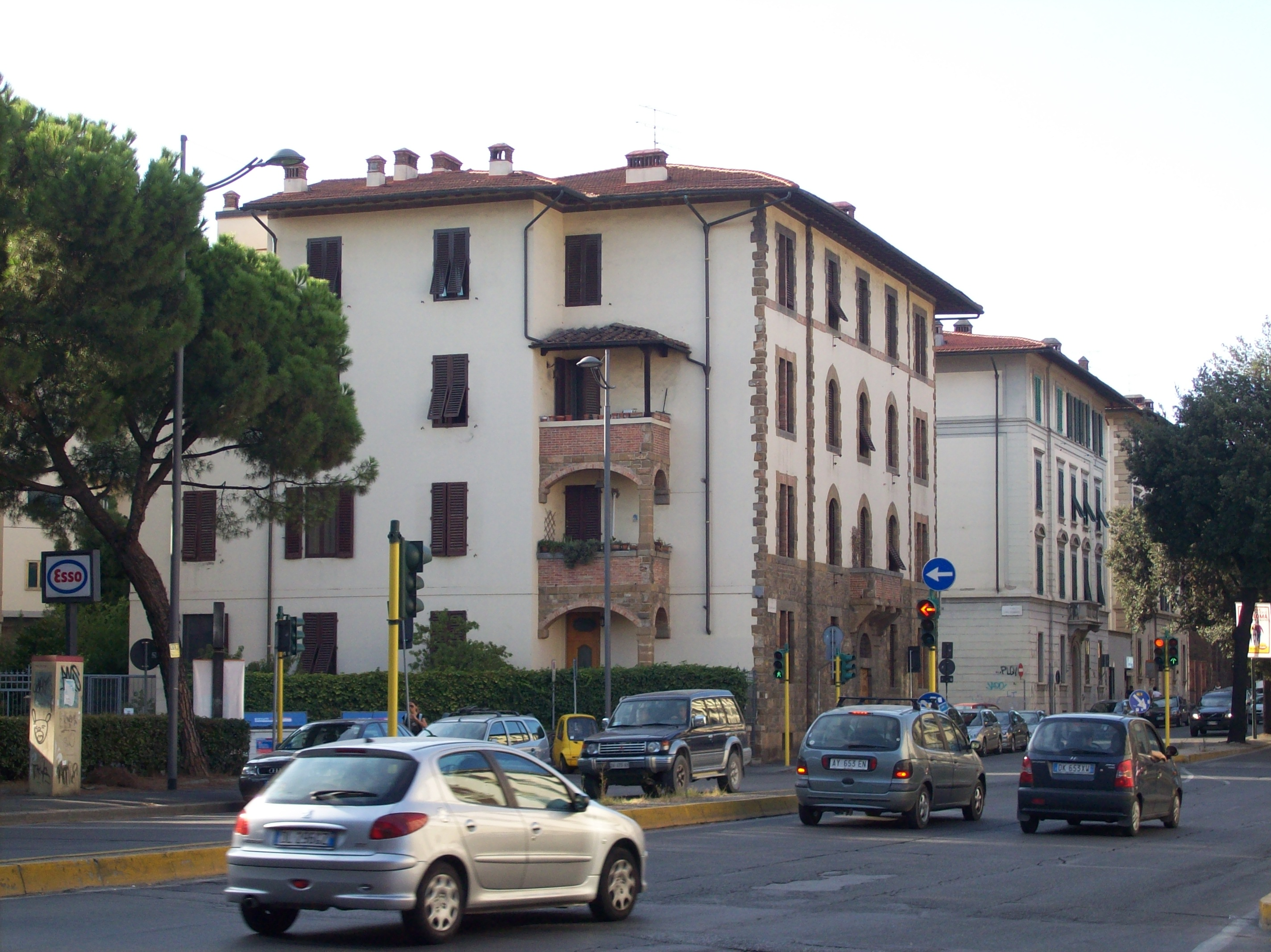
La Piazza

Piazza Ludovico Antonio Muratori si trova a Firenze e prende il nome dallo storico, scrittore, erudito ed ecclesiastico italiano Ludovico Antonio Muratori.
La piazza è la via di mezzo tra la parte sud e quella nord del quartiere di Statuto di Firenze, importante dal punto di vista della circolazione veicolare con via Cesare Guasti (che porta in Piazza Giampietro Vieusseux) e Via dello Statuto che la tagliano trasversalmente raccordando il traffico tra la zona ospedaliera di Careggi e la Fortezza da Basso.
L'importanza della piazza nel rione dello Statuto è sottolineata anche dalla presenza della Stazione di Firenze Statuto che si eleva dalla piazza stessa.